# Луций Волумний Фламма Виолент
Лу́ций Волу́мний Фла́мма Виоле́нт (лат. Lucius Volumnius Flamma Violens; около 340 — около 273 гг. до н. э.) — консул Древнего Рима в 307 и 296 годах до н. э.
В 307 до н. э. Луций Волумний стал консулом совместно с Аппием Клавдием Цеком. Луций Волумний был отправлен воевать против саллентинов. В ходе кампании он провёл много удачных сражений, взял штурмом несколько городов и снискал у солдат славу, щедро раздавая добычу.
В 296 году до н. э., в самый разгар Третьей Самнитской войны Луций Волумний во второй раз стал консулом. Вначале он был отправлен с войском в Самний. Получив информацию о появлении самнитской армии в Этрурии, где воевал его коллега Аппий Клавдий Цек, Луций Волумний повернул свои войска. Аппий Клавдий сперва возмущался и отказывался от помощи, однако, под давлением своих офицеров всё же принял её. Как только объединённая римская армия разбила неприятеля, Луций Волумний отправился в Самний. На пути туда он разбил самнитов, которые разграбили Кампанию и возвращались обратно в Самний. Отнятую добычу Луций Волумний вернул законным хозяевам.
Вернувшись в Рим, Луций Волумний провёл выборы консулов, в ходе которых по его представлению римский народ избрал Квинта Фабия Максима Руллиана и Публия Деция Муса. А военные полномочия Луция Волумния сенат продлил ещё на год. В 295 году до н. э. в ранге проконсула он вместе со вторым и четвёртым легионами воевал в Самнии. Возможно, он принимал участие в битве при Сентине.
Луций Волумний был женат на Виргинии, дочери Авла Виргиния, которая воздвигла в Риме храм и алтарь Плебейской Скромности.